# Švejk (planetka)
(7896) Švejk je planetka nacházející se v hlavním pásu asteroidů. Objevil ji český astronom Zdeněk Moravec 1. března 1995. Byla pojmenována po literární postavě Josefu Švejkovi. Kolem Slunce oběhne jednou za 5,57 let.